# Белилов, Владимир Николаевич
Влади́мир Никола́евич Бели́лов (р. 1936) — советский футболист, нападающий. Мастер спорта СССР.
На профессиональном уровне дебютировал в 1955 году в составе клуба высшей союзной лиги «Трудовые резервы» из Ленинграда. В команде выступал до 1959 года, после чего пополнил ряды львовского СКВО. На протяжении последующих пяти сезонов выступал в различных клубах первой лиги. Завершил карьеру в 1963 году в составе нальчикского «Спартака».

## Статистика выступлений

### Клубная
| Команда                      | Сезон            | Чемпионат        | Чемпионат | Чемпионат |
| Команда                      | Сезон            | Уров.            | Игры      | Голы      |
| ---------------------------- | ---------------- | ---------------- | --------- | --------- |
| Трудовые резервы (Ленинград) | 1955             | I                | 5         | 1         |
| Трудовые резервы (Ленинград) | 1956             | I                | 10        | 3         |
| Трудовые резервы (Ленинград) | 1957             | II               | 24        | 7         |
| Трудовые резервы (Ленинград) | 1958             | II               | 19        | 2         |
| Трудовые резервы (Ленинград) | Итого            | Итого            | 58        | 13        |
| СКА (Львов)                  | 1959             | II               | 19        | 3         |
| СКА (Львов)                  | 1960             | II               | 13        | 2         |
| СКА (Львов)                  | Итого            | Итого            | 32        | 5         |
| Авангард (Тернополь)         | 1961             | ?                | 2         | 0         |
| Авангард (Черновцы)          | 1961             | II               | 2         | 1         |
| Металлург (Череповец)        | 1962             | II               | 2         | 1         |
| Спартак (Нальчик)            | 1963             | III              | 12        | 1         |
| Всего за карьеру             | Всего за карьеру | Всего за карьеру | 108       | 21        |

Источники:
- Статистика выступлений взята из книги: Морозов И. А. История Кабардино-Балкарского футбола. Часть 2 (1959—1991). — Астрахань, 2006. — 278 с.